# Parnera
Parnera é uma vila no distrito de Valsad, no estado indiano de Guzerate.

## Geografia
Parnera está localizada a 20° 33′ N, 72° 57′ L. Tem uma altitude média de 44 metros (144 pés).

## Demografia
Segundo o censo de 2001, Parnera tinha uma população de 10,713 habitantes. Os indivíduos do sexo masculino constituem 54% da população e os do sexo feminino 46%. Parnera tem uma taxa de alfabetização de 79%, superior à média nacional de 59.5%: a literacia no sexo masculino é de 85% e no sexo feminino é de 72%. Em Parnera, 10% da população está abaixo dos 6 anos de idade.